# 長艸敏明
長艸 敏明（ながくさ としあき、1948年 - ）は刺繡作家・着物デザイナー・京繡伝統工芸士。京都西陣生まれ。
京刺繡職人であった父・長艸芳之助の次男として、立命館大学経営学部を経て、日本刺繡・京繡の世界へ。以後、世界を舞台に幅広い分野で活躍。京繡・日本刺繡の幽玄の美を世界に伝えるとともに、多くのデザイナーに影響を与えている。
40代で一職人としてではなく、刺繡作家としての着物のオートクチュール事業を起こし、旧態依然とした呉服業界の流通システムに一石を投じた。
直接、依頼者と作り手が話し合いながら依頼者に合わせた着物を制作するという、現在では多く見られるスタイルは、当時の呉服問屋業界からは異端視され、制作者から消費者に渡るまでに5倍や10倍になる呉服業界では危険視された。
その影響で仕事が全く依頼されない時期があったが、その頃に多くの作品を生み出し、現在の代表作となっている。のちに本人は、顔が見えるお客様に適正な価格で良いものを手にしていただきたかっただけと語っているが、そのスタイルは現在も引き継がれている。直接依頼を受けることを望んでいるため、流通している商品はごく僅かである。
1994年能衣装・小袖展（パリ・バガテル城、パリ市後援）で、欧州のデザイナー・芸術家・マスメディアから高い評価を受けたことで、皮肉にも日本国内で知られることになる。また、クリスチャン・ディオールの主任デザイナーとしても知られるジョン・ガリアーノがディオール復帰コレクションの際に記者会見で「長艸敏明に影響を受けた」と発言し、国内外で話題となった。のちに来日し長艸敏明の工房を訪ねている。同時期にピエール・カルダンにも賞賛されている。
近年では京都祇園祭の占出山、北観音山などの復元新調を手掛け、日本中の祭に用いられている文化財の刺繡分野における修復、復元、新調依頼を受けている。
能装束などの舞台衣装や歴史的文化財の修復など、伝統文化とその技術を継承し保存する立場を厳しく貫く一方、欧州のコレクションへの協力やタペストリー、ドレス、時計などの刺繡作品・商品の制作は、分野を限定せず、卓越した芸術感覚と技術力によって京刺繡の魅力を発揮させてきた。
皇室とも関わりが深く、皇室デザイナーであった植田いつ子より依頼を受け、美智子皇后（当時）のドレスの刺繡など皇室の刺繡を何度も手掛けているが、長艸の意向であまり公にはされていない。
2017年から京都刺繡協同組合の理事長に就任。2019年「京の名工」、2020年「京都文化功労者」に選出。

## 主な経歴
- 1948年　 京都西陣に生まれる
- 1988年　 第一回創作小袖個展（京都）
- 1991年　 繡・能装束（幽玄の美）展
- 1992年 　繡・能装束（伝承の美・鬘帯の魅力）展（東京）
- 1994年 　能衣装・小袖展（フランス　パリ・バガテル城　パリ市後援）
- 1995年 　エルメス本店 ディスプレイ刺繡制作（パリ）
- 1996年 　衆議院本館議長室欄間孔雀文　復元・新調
- 1999年 　長崎おくんち・傘鉾（飾り幕）修復
- 2000年　 平成創作能衣装・小袖展（東京　草月会館）
- 2002年　 パリ春夏コレクション協力（ジャン・ルイ・シェレルコレクション） 、中之島公会堂 特別室タペストリー 復元・新調（大阪）
- 2004年　 京刺繡～長艸敏明・純恵の世界展（名古屋　古川美術館 為三郎記念館）
- 2006年　 京繡 長艸の仕事展（京都　思文閣美術館）
- 2007年　 1200年の伝統に生きる京繡の技～長艸敏明・純恵の仕事  展（旭川・北海道伝統美術工芸村国際染織美術館）
- 2012年 「長艸敏明の刺繡」（世界文化社）出版
- 2013年　京都　祇園祭「占出山」水引幕　復元新調
- 2014年　ブルックス　ブラザーズ日本上陸35周年記念コラボレーション洋装品を発表
- 2015年　京都　祇園祭「北観音山」水引幕　復元新調
- 2017年　京都刺繡協同組合　理事長就任
- 2019年  「京の名工」に認定、「繡えども繡えども」（講談社）出版、出版記念特別展「繡えども繡えども」（京都　妙顕寺）
- 2020年　京都市文化功労者

## 家族
妻は長艸純恵。刺繡作家・服飾デザイナー・京繡伝統工芸士。夫の重厚で伝統と革新が詰まった作品に対し、女性的な魅力を持ち、美しくも優しい作品には女性を中心とした多くの愛好者がいる。代表作に繡半襟「源氏物語五十四帖」、繡団扇「花源氏物語」などがある。
公私ともに夫を支えており、作家でありながら長艸敏明のプロデューサーという側面もある。京都、東京で刺繡教室を主宰し、夫婦ともに京繡の普及に努めている。
長男は長艸真吾。関西大学社会学部卒業ののち、再び4年制の京都市立芸術大学美術学部を卒業。論文で市長賞を受賞。
芸術家・アートプロデューサー。長艸敏明の工房「長艸繡巧房」の経営を担う。京繡の長艸としては3代目にあたる。

## 主な受賞歴
- 京都染色綜合展・通産省生活産業局長賞（1993年）

## 著書
「長艸敏明の刺繡」（世界文化社刊・2012年）
「繡えども繡えども」（講談社刊・2019年）